# Austin Mahone
Austin Carter Mahone (San Antonio, 4 de abril de 1996) é um cantor, compositor e produtor musical norte-americano que adquiriu notoriedade a partir dos vídeos virais postados no YouTube de suas apresentações e covers, vídeos estes que lhe concederam um contrato com a gravadora Chase/Universal Republic, em agosto de 2012. Os seus primeiros singles promocionais, "11:11" e "Say Somethin" foram lançados em 2012, e algum tempo depois lançou a canção "Say You're Just A Friend" com a participação de Flo Rida, e seu primeiro single "What About Love" que fez um enorme sucesso, no final de 2013 lançou a promocional "Banga Banga" e no inicio de 2014 lançou a música "Mmm Yeah" com Pitbull. Lançou um EP intitulado ForMe+You, que em menos de 2 meses, possui mais de 10M de streams no Spotify. Em 2017, o cantor assinou contrato com a IMG Modelos. O cantor foi responsável por abrir o desfile da renomada marca Dolce & Gabbana.

## Biografia

### Vida antes da fama
Mahone nasceu em San Antonio, Texas, em 4 de abril de 1996. Seu pai morreu quando ele tinha um ano e meio de idade, ele foi criado por sua mãe solteira, Michele. Ele estudou na Lady Bird Johnson da High School.

## Carreira musical

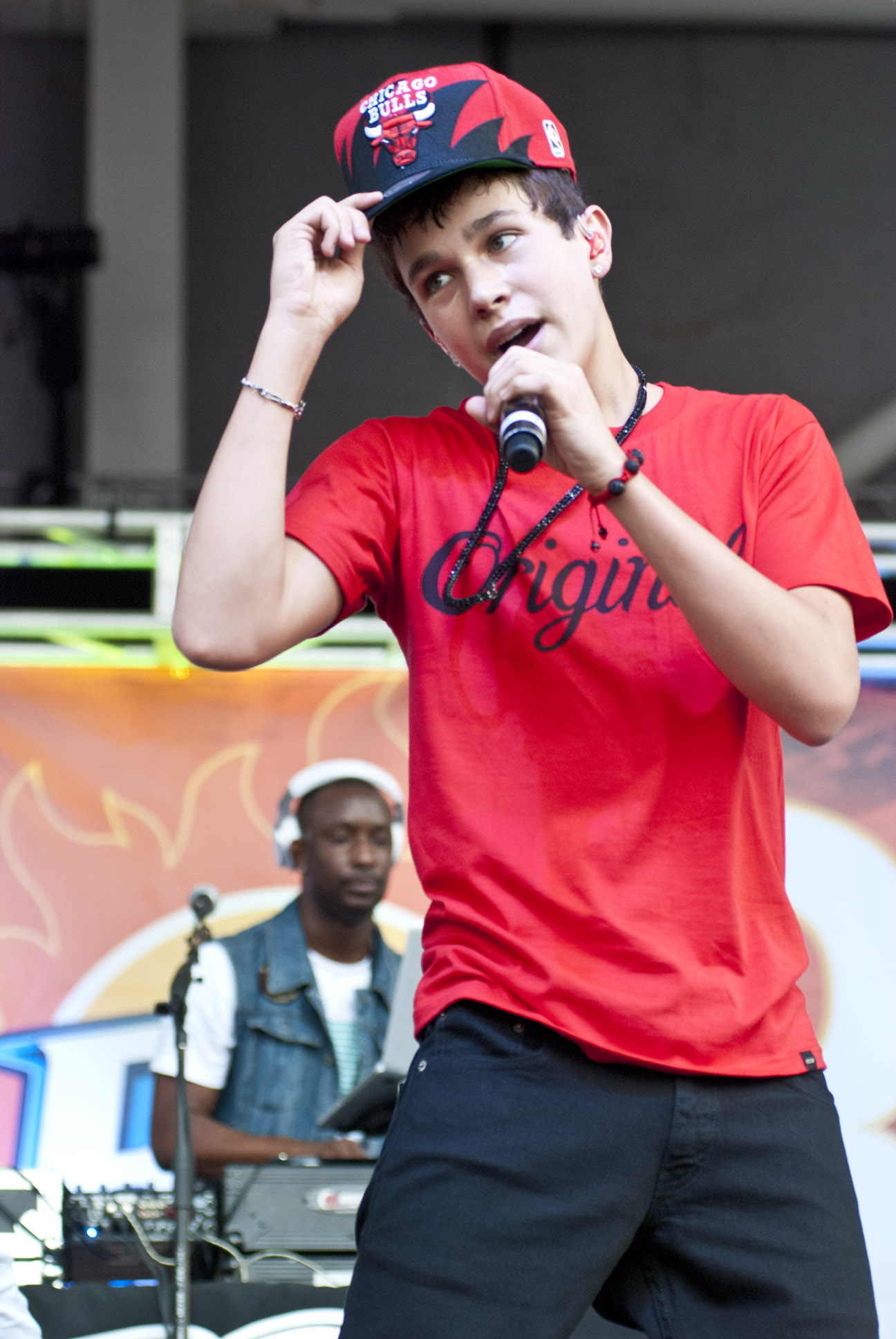
performs at B96 Summerbash on June 16, 2012. Toyota Park, Bridgeview, IL, USA. Photo by Adam Bielawski

Mahone começou a postar vídeos no YouTube com seu amigo Alex Constancio em junho de 2010. Os videoclipes foram seguidos até janeiro de 2011, quando começou a construir um seguimento online. Em outubro de 2011, Mahone postou um cover da canção "Mistletoe" de Justin Bieber. Em 28 de agosto de 2012 Mahone anunciou que tinha assinado oficialmente com a Republic Records/Universal Records.
Em novembro de 2012, Mahone assinou um acordo para se tornar o novo "Embaixador Teen" da linha de roupas, Trukfit de Lil Wayne. Ele filmou comerciais para McDonald e Hot Nuts. Em dezembro de 2013, Mahone foi nomeado um "Estrategista Digital" para Aquafina FlavorSplash, uma nova linha de água com gás com sabor voltado para os adolescentes. Em 2013, ele foi nomeado um dos novos artistas da MTV para se apresentar.
Em 2013, Mahone esteve encarregado de abrir os shows da turnê Red Tour da artista compatriota Taylor Swift. Em 24 de janeiro de 2014, a canção "Mmm Yeah" com a participação de Pitbull foi lançada como primeiro single de seu segundo extended play The Secret.
No ano de 2016, o cantor saiu da Cash Money, abrindo o seu próprio selo musical, o A.M Music.

## Discografia

### Extended Plays EPs
- Extended Play (2013)
- The Secret (2014)

### Mixtapes
- This Is Not The Album (2015)
- "ForMe+You" (2016)

## Prêmios
Já vendeu 300 mil cópias mundialmente, com apenas um EP nomeado  The Secret  de 2014. O mesmo recebeu 4 estrelas pela Billboard. Austin entrou para a Billboard Social 50 ocupando a posição #4. E já debutou 2 singles na Billboard Hot 100. Austin Mahone já conquistou mais de 13 prêmios em sua carreira e chegou ao topo do Itunes com seu single  MMM Yeah , e com seu álbum. Muitos veem Austin como um futuro promissor no mundo pop.
- Eleito o cantor mais sexy de 2014 pela revista Glam Magazine e pela Teen Vogue.
- A revista Teen Vogue  com a capa de Austin estampada foi uma das mais vendidas.
- Austin Mahone ganhou uma Estátua de Cera no Museu da Madame Tussauds.

| Premiação                 | Vencidos | Indicações |
| ------------------------- | -------- | ---------- |
| Vevo Certified            | 2        | 2          |
| MTV Video Music Awards    | 1        | 1          |
| MTV Europe Music Awards   | 2        | 2          |
| IHeart Radio Music Awards | 1        | 2          |
| Young Hollywood Awards    | 1        | 2          |
| Teen Choice Awards        | 1        | 4          |
| Capricho Awards           | 2        | 3          |
| People Choice Awards      | 0        | 1          |
| Radio Disney Music Awards | 1        | 2          |
| Juventud Award            | 2        | 3          |